# Colle Salario
Colle Salario ist ein städtisches Gebiet im III. Munizipium im Norden der Stadt Rom. Es liegt innerhalb der Ringautobahn Grande Raccordo Anulare (A90), zwischen dem Autobahnabschnitt bei Castel Giubileo und der Via Salaria.

## Stadtplanung
Colle Salario ist ein Neubaugebiet, das in der Mitte der 1980er Jahre ohne eine klare städtebauliche Struktur und ohne eigentliche Hauptstraße gegründet wurde.
Die Gegend hat viel Grün, was hauptsächlich an dem Peter-Pan-Park liegt.

## Erreichbarkeit
Mit den öffentlichen Verkehrsmitteln ist Colle Salario mit der S-Bahn-Linie FR1 der Ferrovie Regionale del Lazio von der Station Fidene aus zu erreichen.